# Clarence Newton
Clarence Newton (Toronto, 3 febbraio 1899 – 23 ottobre 1979) è stato un pugile canadese.

## Palmarès

### Olimpiadi
- Bronzo a Anversa 1920 nei pesi leggeri.